# Dîrdîn, Horodîșce
Dîrdîn (în ucraineană Дирдин) este o comună în raionul Horodîșce, regiunea Cerkasî, Ucraina, formată numai din satul de reședință.

## Demografie
Componența lingvistică a comunei Dîrdîn
     Ucraineană (97,92%)
     Rusă (1,67%)
     Alte limbi (0,28%)
Conform recensământului din 2001, majoritatea populației comunei Dîrdîn era vorbitoare de ucraineană (97,92%), existând în minoritate și vorbitori de rusă (1,67%).